# Mobicat
Mobicat és una operadora de telefonia mòbil virtual catalana que oferirà els seus serveis en català. El seu llançament estava previst per al primer trimestre del 2010 però aquest mai es va arribar a produir, segons els responsables del projecte l'administració ha posat moltes traves acusant ERC i Telefonica de pressions perquè el projecte no sortís a la llum